# Slowenisches Ethnographisches Museum

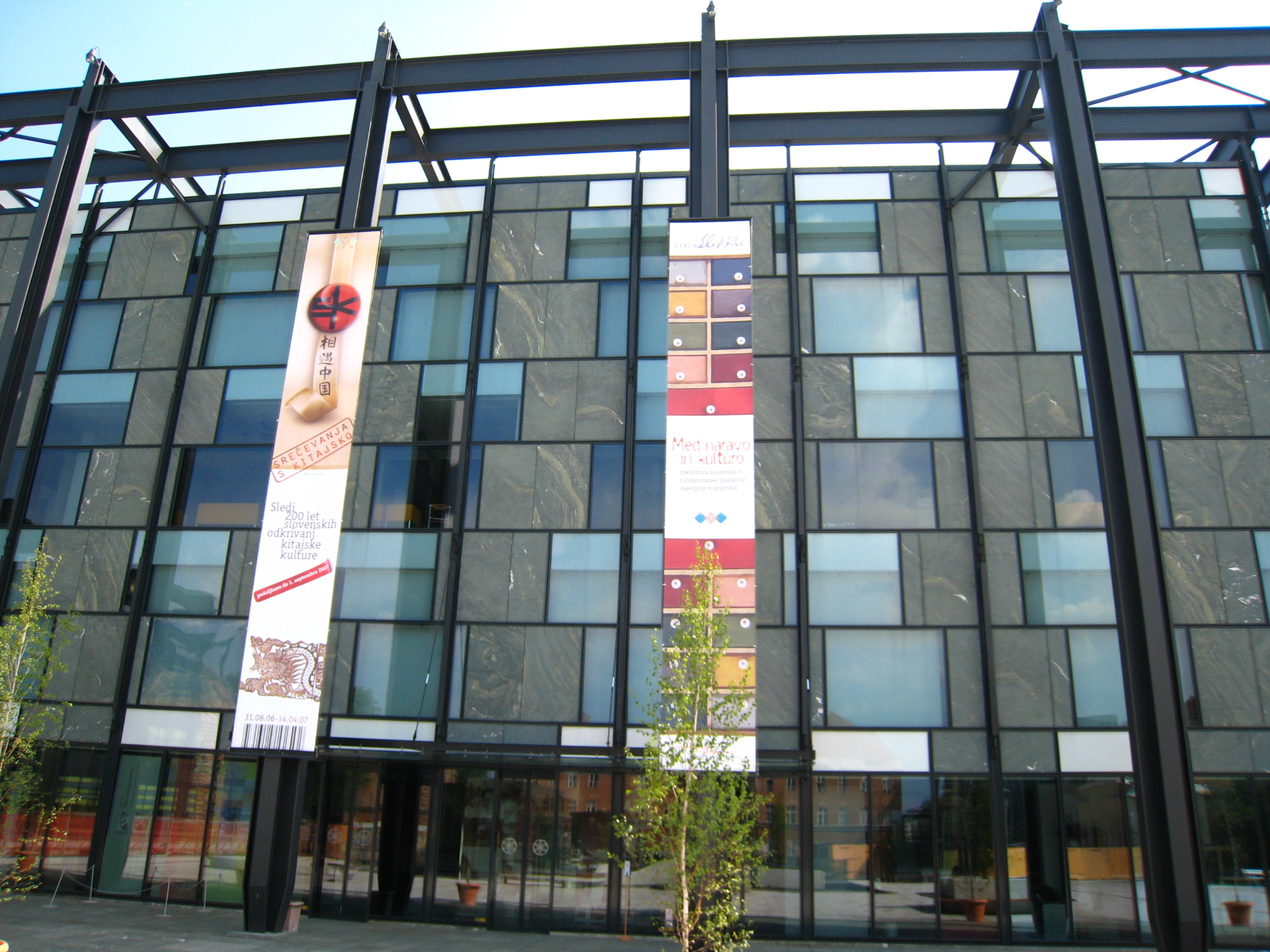
Slowenisches Ethnographisches Museum

Das Slowenische Ethnographische Museum (slowenisch Slovenski etnografski muzej) ist das zentrale Völkerkundemuseum in Slowenien. Es befindet sich im Stadtzentrum von Ljubljana im Komplex Belgische Kaserne (Kulturzentrum Metelkova).

## Geschichte
Die ersten Sammlungen wurden bereits in der ethnographischen Abteilung des Krainer Landesmuseums angelegt. Sie umfassten 1888, als die Sammlung zum ersten Mal der Öffentlichkeit präsentiert wurde, nur einen bescheidenen slowenischen Teil. Der größere, außereuropäische Teil wurde den Missionaren Friderik Barag, Ignacij Knoblehar, Franci Pirc und dem Seefahrer Janez Čebulj gestiftet.
Die Gründung eines eigenständigen Völkerkundemuseums war mit der Einrichtung des Instituts für Völkerkunde im Gebäude des Nationalmuseums im Jahr 1921 verbunden. Der Direktor des Instituts und spätere Direktor des Königlichen Museums für Völkerkunde, das 1923 durch Ausgliederung aus dem Slowenischen Nationalmuseum errichtet wurde, war Niko Županič. 1941 wurde das Museum in Ethnographisches Museum umbenannt. Nach dem Krieg untersuchte und dokumentierte die Einrichtung systematisch Materialien über die Volkskultur und das Leben der Slowenen in ländlichen Gebieten. 1964 wurde das Museum in Slowenisches Ethnographisches Museum umbenannt.
Aufgrund des Mangels an ständigen Ausstellungsräumen war damals das Hauptinteresse des Museums die Präsentation seiner Exponate mithilfe gelegentlicher thematischer Ausstellungen. Nach langjährigen Bemühungen um eigene Räumlichkeiten zog das Museum 1997 in das Kulturquartier Belgische Kaserne an der Laibacher Metelkova-Straße um. 2004 wurde ein neuer, vom Architekturbüro Groleger entworfenener Museumsbau bezogen.

## Baubeschreibung
Architektonisch bestand die Herausforderung darin, die denkmalgeschützte Bausubstanz des 1886 – 1889 erbauten ehemaligen Kasernenareals unter Berücksichtigung zeitgemäßer Anforderungen in das Ethnographische Museum umzuwandeln. Zu diesem Zweck wurde die klassizistische Straßenfront restauriert und vor die Hoffassade ein moderner Anbau gesetzt. Der neu geschaffene Anbau umfasst Ausstellungsräume, Buchhandlung, Informationstheke, Ateliers für Workshops. Die Ausstellungsräume, die sich über die Obergeschosse erstrecken, verteilen sich innerhalb des ursprünglichen Baukörpers und verbinden ihn mit dem Anbau durch flexible, offene Hallen. Der Eingang in das Gebäude wird durch den Anbau vom Hof aus erreicht. Der neue Teil ist über alle Stockwerke mit dem bestehenden Gebäude verbunden, wodurch der Innenraum optisch durchgängig wird. An mächtigen Stahlmassen hängend, leuchtet der Anbau mit der collageartigen Glaswand nachts laternenartig.

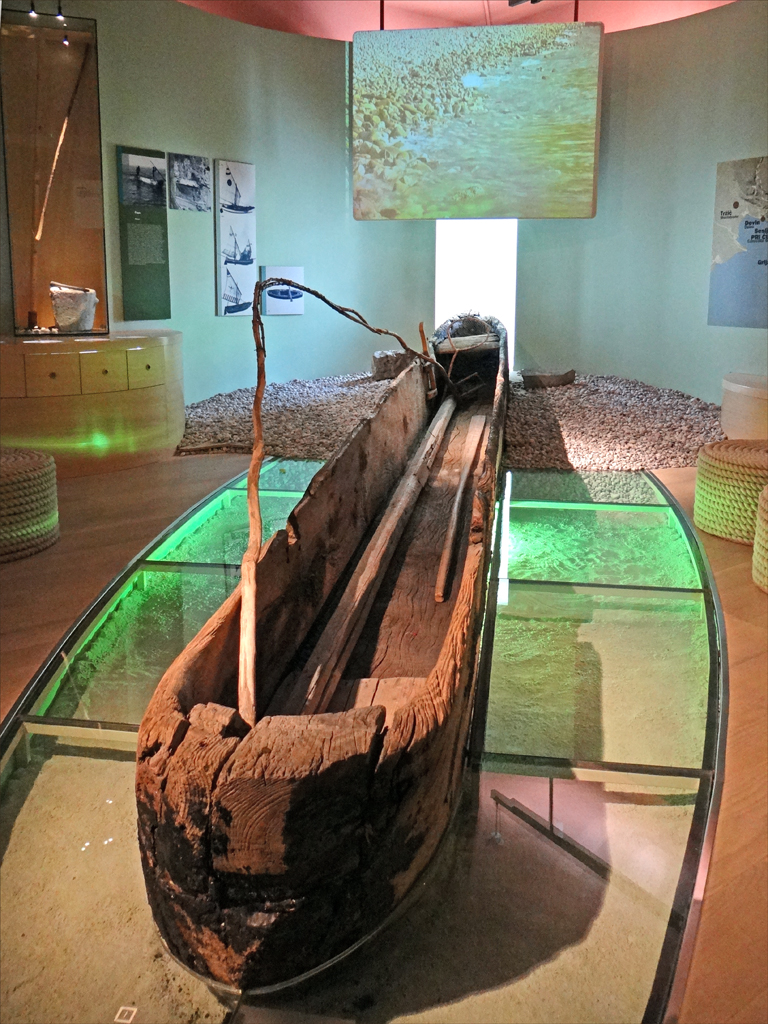
Einbaum (Baujahr 1890) aus dem Golf von Triest (slowenisch Čupa, italienisch Zopolo) im Etno-Museum Ljubljana

## Dauerausstellungen
- I, We and Others. Images of my world
- Between Nature and Culture. The treasure of the museum collections -  the Slovene and world culture heritage of everyday and festive life with over 3000 exhibited objects